# Долина Баграм
Долина Баграм (англ. Bahram Vallis) — давня річкова долина в квадранглі Lunae Palus Марса на 20,7° північної широти та 57,5° західної довготи. Завдовжки близько 302 км її було названо 1976 року словом «Марс» перською мовою. Bahram Vallis розташована майже посередині між долинами Ведра й Касей. Загалом це рівна роздолина з подекуди зубчатими схилами. Наявність обтічних ерозійних ознак на дні вказує, що рідина була пов'язана з утворенням долини, але досі невідомо, що ж саме її утворило: вода чи лава.

## Світлини

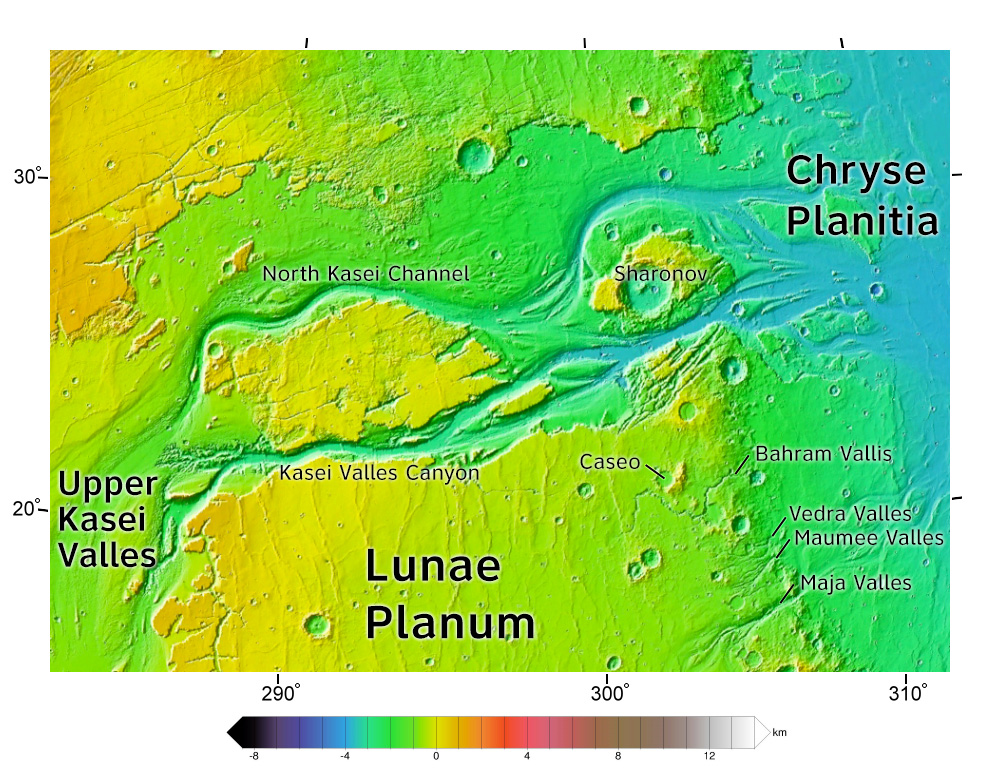
Місцевість біля півночі долин Касеї, що показує розташування самих долин Касеї, а також долини Баграм, Ведра, Мовмей і Мая. Мапу, що містить частини Lunae Planum і Chryse Planitia, узято з квадрангла Lunae Palus.
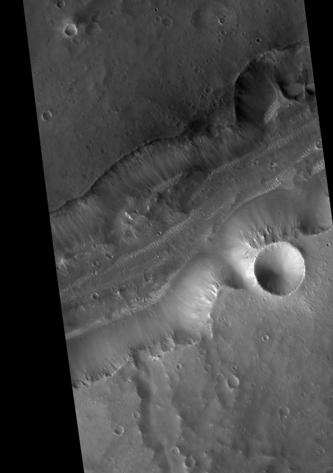
Bahram Vallis, що її зняв HiRISE.
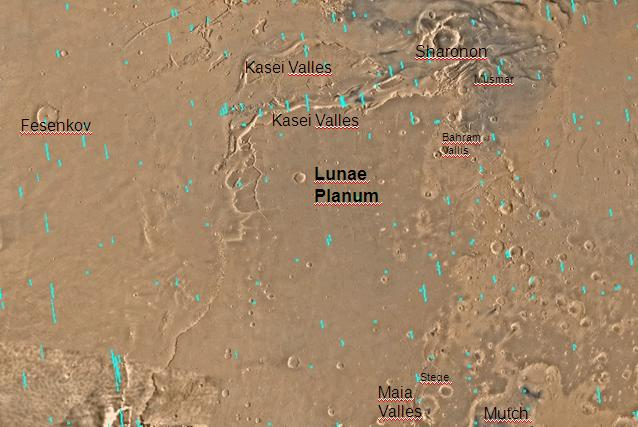
Мапа квадранглу Lunae Palus